# Call Me by Your Name
Call Me by Your Name er en romantisk dramafilm fra 2017, instrueret af Luca Guadagnino.
James Ivorys manuskript er baseret på André Acimans roman Call Me by Your Name fra 2007. Det er den tredje og sidste filmen i Guadagninos Desire-trilogi efter I Am Love (2009) og A Bigger Splash (2015). Filmen udspiller sig i det nordlige Italien i 1983 og handler om forholdet mellem Elio Perlman (Timothée Chalamet), en 17-åring som bor i Italien, og farens amerikanske assistent, Oliver (Armie Hammer). Michael Stuhlbarg, Amira Casar, Esther Garrel og Victoire Du Bois har andre roller.

## Medvirkende
- Armie Hammer som Oliver
- Timothée Chalamet som Elio Perlman
- Michael Stuhlbarg som herr Perlman
- Amira Casar som Annella Perlman
- Esther Garrel som Marzia
- Victoire Du Bois som Chiara
- Vanda Capriolo som Mafalda
- Antonio Rimoldi som Anchise
- Elena Bucci som Art Historian
- Marco Sgrosso som Nico
- André Aciman som Mounir
- Peter Spears som Isaac